# Dick Farney
Dick Farney, pseudonimo di Farnésio Dutra e Silva (Rio de Janeiro, 14 novembre 1921 – San Paolo, 4 agosto 1987), è stato un cantante, showman e pianista brasiliano.

## Biografia
Da bambino apprese il pianoforte grazie al padre, mentre la madre gli insegnò a cantare. Nel 1937 debuttò come cantante nello spettacolo Hora Juvenil dei Radio Cruzeiro do Sul a Rio de Janeiro. Fu poi portato da César Ladeira a Radio Mayrink Veiga dove condusse una trasmissione. Formò quindi il gruppo Os Swing Maniacos nel quale cantò e suonò il pianoforte, mentre suo fratello, Cyll Farney, vi era batterista. Essi accompagnarono Edu da Gaita per la registrazione di Indian Song di Nikolai Rimsky-Korsakov. Dal 1941 al 1944, quando il gioco d'azzardo era ancora permesso in Brasile, fu crooner con l'orchestra di Carlos Machado al Casino da Urca.
Nel 1946 fu invitato negli Stati Uniti dopo aver incontrato l'arrangiatore Bill Hitchcock e il pianista Eddy Duchin al Copacabana Palace. Nel 1947 e nel 1948 fu ingaggiato in molti programmi radiofonici della NBC, in particolare come ospite fisso al Milton Berle Show. Sempre nel 1948 si esibì al Vogue, un pianobar di Rio de Janeiro. Negli anni seguenti cantò di nuovo negli USA (a Hollywood, Chicago, San Francisco e New York, dove venne applaudito tra l'altro al Waldorf Astoria Hotel e allo Shell Burn Hotel), poi anche a Porto Rico, in Argentina, in Uruguay, a Cuba, nella Repubblica Dominicana e in altri Paesi dei Caraibi.
Negli anni 50 apparve in tre pellicole cinematografiche.
Nel 1959 condusse su Rede Record il Dick Farney Show. L'anno dopo creò una nuova formazione musicale, con la quale si esibì per qualche tempo. Nel 1965 animò con Betty Faria il Dick and Betty Show su Rede Globo.
Negli anni 70 e 80, passato il grande successo, gestì i locali Farney's e Farney's Inn, entrambi a San Paolo, pur continuando a incidere dischi. Dal 1973 al 1978 suonò e cantò nel night club Chez Régine a Rio.
Morì nel 1987 per un edema polmonare, a 66 anni, dopo aver festeggiato mezzo secolo di carriera. 

## Discografia

Dick Farney nel 1960

- 1944 - The music stopped(fox)/Mairzy doats(fox-trot)
- 1944 - What´s new? (fox-trot)
- 1944 - San Fernando Valley/I love you
- 1944 - I don´t want to walk without you
- 1945 - This love of mine/The man I love
- 1946 - Copacabana/Barqueiro do rio São Francisco
- 1947 - Just an Old Love of Mine a
- 1947 - Marina/Foi e não voltou
- 1947 - Gail in Galico/For sentimental reasons
- 1948 - Ser ou não ser/Um cantinho e você
- 1948 - Meu Rio de Janeiro/A saudade mata a gente
- 1948 - Esquece/Somos dois…
- 1949 - Ponto final/Olhos tentadores
- 1949 - Junto de mim/Sempre teu
- 1950 - Não tem solução/Lembrança do passado =
- 1951 - Uma loira/Meu erro
- 1951 - Canção do vaqueiro/Nick Bar
- 1952 - Mundo distante/Não sei a razão
- 1952 - Luar sobre a Guanabara/Fim de romance
- 1952 - Sem esse céu/Alguém como tu
- 1953 - Perdido de amor/Meu sonho
- 1953 - Nova ilusão/João Sebastião Bach
- 1953 - April in Paris/All the things you are
- 1953 - Speak low/You keepcoming back like a song
- 1954 - Copacabana/My melancholy baby
- 1954 - Tenderly/How soon - Majestic Records
- 1954 - Somebody loves me/There's no sweeter word than sweetheart
- 1954 - Marina/For once in your life
- 1954 - Grande verdade/Você se lembra?
- 1954 - Outra vez/Canção do mar
- 1954 - Tereza da praia/Casinha pequenina
- 1954 - Música romântica com Dick Farney
- 1954 - Sinfonia do Rio de Janeiro
- 1955 - A saudade mata a gente
- 1955 - Foi você/Tudo isto é amor
- 1955 - Dick Farney e seu Quinteto
- 1955 - Bem querer/Sem amor nada se tem
- 1955 - Dick Farney on Broadway
- 1956 - Jingle bells/White Christmas/Feliz Natal
- 1956 - Jazz Festival
- 1956 - Jazz after midnight
- 1956 - Meia-noite em Copacabana com Dick Farney
- 1956 - Dick Farney Trio -
- 1957 - Un argentino en Brasil
- 1957 - O ranchinho e você/Só eu sei
- 1957 - Toada de amor/O luar e eu…
- 1959 - Este seu olhar/Se é por falta de adeus
- 1959 - Esquecendo você/Amor sem adeus
- 1959 - Atendendo a pedidos
- 1960 - Dick Farney em canções para a noite de meu bem
- 1960 - Dick Farney e seu jazz moderno no auditório de O Globo
- 1960 - Dick Farney no Waldorf
- 1961 - Somos dois/Uma loura
- 1961 - Dick Farney Jazz
- 1961 - Dick Farney Show
- 1961 - Jam Session
- 1962 - Dick Farney apresenta sua orquestra no auditório de O Globo
- 1972 - Penumbra e romance
- 1973 - Dick Farney
- 1973 - Concerto de Jazz ao vivo
- 1974 - Dick Farney e você
- 1974 - Um piano ao cair da tarde
- 1975 - Um piano ao cair da tarde II
- 1976 - Dick Farney
- 1976 - Tudo isso é amor -
- 1977 - Cinco anos de jazz
- 1978 - Dick Farney
- 1978 - Tudo isso é amor II
- 1979 - Dick Farney: o cantor, o pianista, o diretor de orquestra
- 1981 - Noite
- 1983 - Feliz de amor
- 1985 - Momentos Inexplicáveis
- 1986 - Dick Farney "ao vivo"

## Filmografia
- Somos Dois (1950), regia di Milton Rodrigues
- Carnaval Atlântida (1952) , regia di José Carlos Burle
- Perdidos de Amor (1953), regia di Eurides Ramos